# Cryptantha flaccida
Cryptantha flaccida là loài thực vật có hoa trong họ Mồ hôi. Loài này được (Douglas ex Lehm.) Greene mô tả khoa học đầu tiên năm 1887.